# حزب فمینیست اسپانیا
حزب فمینیست اسپانیا (به اسپانیایی: Partido Feminista de España , PFE) یک حزب با ایدئولوژی فمینیسم در کشور اسپانیااست. این حزب در سال ۱۹۷۹ توسط لیدیا فالکون فعال فمینیست، ضد فاشیست و کمونیست تأسیس شد.

## تاریخچه
در سال ۱۹۸۳، اولین کنگره حزب در بارسلونا برگزار شد، جایی که کمیته اجرایی انتخاب شد. اعضای آن عبارت بودند از: لیدیا فالکون، کارمن ساریمنتو، ماریا انکارنا ساناهوجا، مرسدس ایزکیو، مونتسرات فرناندز کازیدو، پیلار آلتامیرا، سیرانا الویرا، ایزابل مارین و ماریا آنجلس پیکو.
در انتخابات پارلمان اروپا در سال ۱۹۹۹، این حزب ایجاد کنفدراسیون سازمانهای فمینیستی را که ۲۸۹۰۱ رای (۰٫۱۴٪) را به دست آورد، تبلیغ کرد.
در جریان دومین کنگره خود، که از ۲۵ تا ۲۶ ژوئیه ۲۰۱۵ برگزار شد، حزب فمینیست تصمیم گرفت برای پیوستن به چپ متحد برای شرکت در انتخابات عمومی آن سال در چارچوب استراتژی «وحدت مردمی».
در ۲۲ فوریه ۲۰۲۰، مجمع سیاسی و اجتماعی IU اخراج PFE را از سازمان بر اساس "تخلفات مکرر قانونی و تصدی مناصب مخالف با موارد تصویب شده در ارگان‌های IU" تصویب کرد.